# 사과나무
사과나무(沙果--, 학명: Malus Pumila 말루스 푸밀라[*])는 장미과의 낙엽성 활엽 소교목이다.

## 분포
원산지는 동아시아(한국,일본,중국) 동남유럽(그리스, 루마니아, 북마케도니아, 불가리아, 세르비아, 슬로베니아, 알바니아, 크로아티아), 동유럽(러시아), 중앙유럽(슬로바키아, 오스트리아, 체코, 헝가리)이다.

## 특징
낙엽이 지는 넓은잎(활엽) 소교목으로, 키는 3~5m까지 자란다. 일년생 가지는 자줏빛이다. 어긋나기하는 잎은 타원형 또는 달걀모양(난형)으로, 가장자리에 톱니가 있으며 맥 위에 털이 있다. 밑부분에 일찍 떨어지는 턱잎이 있다. 어린잎, 새순, 꽃자루에는 회백색 털이 빽빽이 나 있다. 꽃봉오리는 붉은색이고, 4∼5월에 잎이 나올 때 흰색 또는 연분홍색 꽃이 잎과 함께 가지 끝 잎겨드랑이에서 나와 우산모양(산형)으로 달린다. 수술은 여러 개이고, 암술대는 3~5개이지만 기부가 유착하여 1개로 되며 흰털이 나 있다. 씨방은 하위이고 꽃턱 속에 들어 있다. 열매인 사과(apple)는 꽃턱이 발달한 식용부(과육층)와 씨방이 발달한 과심부로 되어 있는 이과로, 8∼10월에 익는다. 사과의 모양은 구형, 원뿔형, 판구형 등이며, 지름 3-10cm로서 양끝이 들어갔다. 9~10월에 사과가 익으면 껍질은 황색 바탕에 붉은빛이 돈다.
4월에서 5월 사이에 꽃을 피운다. 열매는 8~9월에 꽃받침이 자라면서 진녹색 또는 붉은색으로 생긴다. 70~100여 년간 살고 경제적 가치가 있는 열매를 생산하는 시기는 40~50살 쯤이다.
나무는 높이 5~12미터에 이르는 작은 낙엽수이며, 넓고 밀집된 잔가지가 많은 수관을 가진다.
잎은 번갈아가며 배열된 모양의 단순한 타원형으로 끝은 날카롭고 톱니모양의 모서리, 가냘프고 솜털이 나 있는 하단 부분, 5~12센티미터 길이와 3~6센티미터 너비, 2~5센티미터의 잎꼭지의 특징을 가진다.
꽃은 잎과 함께 봄에 나는데 꽃 색깔은 흰색이며 처음에는 엷은 핑크색을 띠기도 한다. 직경은 2.5~3.5센티미터이며 꽃잎은 다섯 개이다.

## 생태
사과 껍질에는 껍질눈(피목)이라 불리는 구멍이 있는데, 사과나무는 이 껍질눈과 뿌리에 있는 뿌리털로 산소를 흡수하기도 한다.

## 이용
사과나무 목재는 목판화에 쓰인다.

## 사진

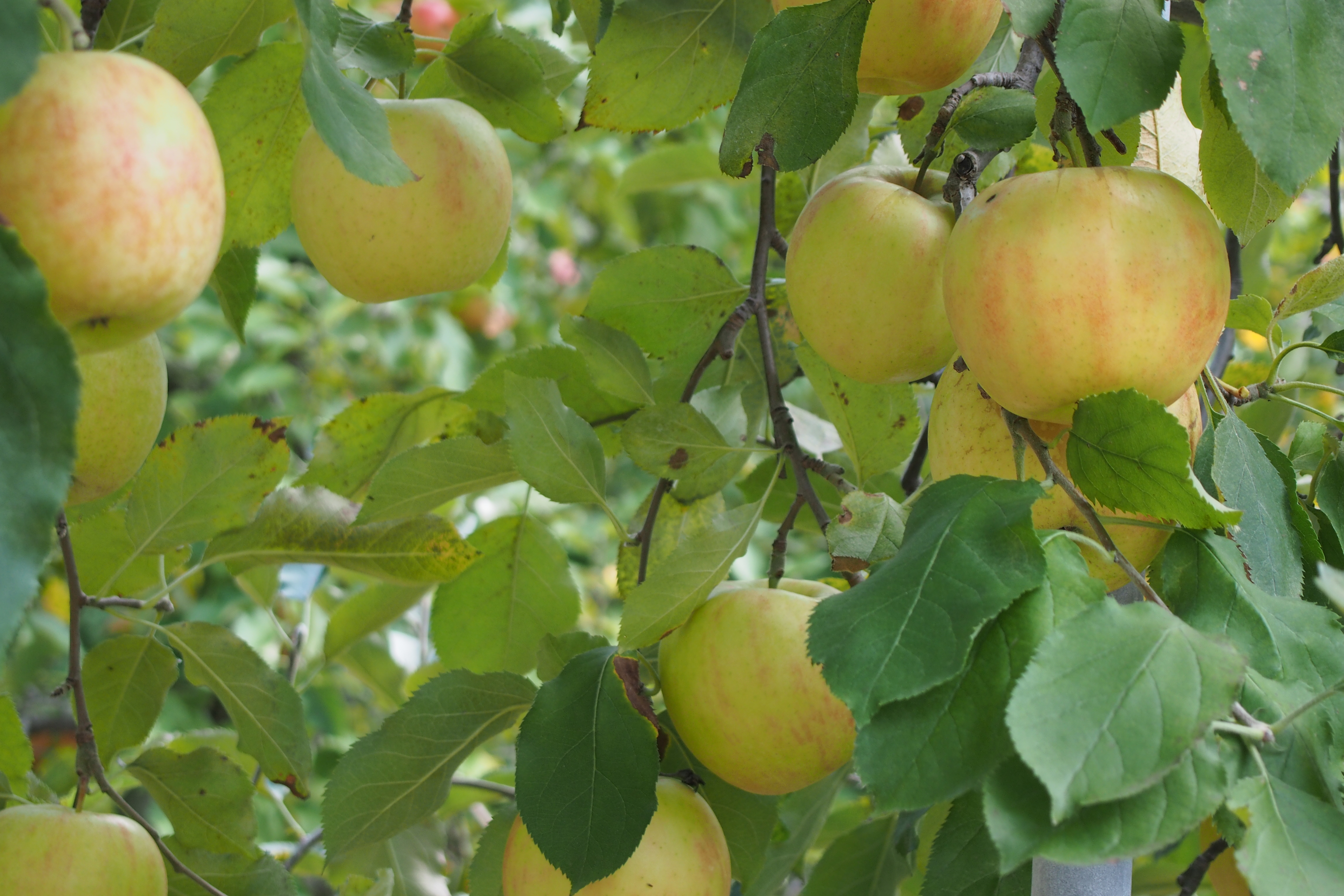
사과나무 잎과 열매

## 같이 보기
- 개량사과나무